# Чемпіонат СЄХЛ 1998—99
Чемпіонат СЄХЛ 1998—99 — 4-й розіграш Східноєвропейської хокейної ліги. У чемпіонаті брали участь дванадцять клубів.

## Перший етап
| М. | Команда              | І  | В  | Н | П  | Шайби   | О. |
| -- | -------------------- | -- | -- | - | -- | ------- | -- |
| 1. | Сокіл (Київ)         | 28 | 22 | 2 | 4  | 125:041 | 46 |
| 2. | «Німан» (Гродно)     | 28 | 17 | 4 | 7  | 106:064 | 38 |
| 3. | «Полімір»            | 28 | 14 | 4 | 10 | 98:080  | 32 |
| 4. | «Тівалі» (Мінськ)    | 28 | 12 | 4 | 12 | 77:085  | 28 |
| 5. | Беркут-ППО (Київ)    | 28 | 12 | 4 | 12 | 85:072  | 28 |
| 6. | «Юність» (Мінськ)    | 28 | 12 | 4 | 12 | 111:109 | 28 |
| 7. | «Металургс» (Лієпая) | 28 | 10 | 3 | 15 | 65:089  | 23 |
| 8. | «Крижинка» (Київ)    | 28 | 0  | 1 | 27 | 58:185  | 1  |

## Другий етап

### Перша група
| М. | Команда           | І  | В  | Н | П  | Шайби | БО | О. |
| -- | ----------------- | -- | -- | - | -- | ----- | -- | -- |
| 1. | «Сокіл» (Київ)    | 16 | 10 | 3 | 3  | 65:32 | 5  | 28 |
| 2. | «Німан» (Гродно)  | 16 | 8  | 3 | 5  | 55:49 | 4  | 23 |
| 3. | «Полімір»         | 16 | 7  | 2 | 7  | 48:51 | 3  | 19 |
| 4. | «Тівалі» (Мінськ) | 16 | 4  | 4 | 8  | 39:59 | 2  | 14 |
| 5. | Беркут-ППО (Київ) | 16 | 4  | 2 | 10 | 37:53 | 1  | 11 |

### Друга група
| М.  | Команда                  | І  | В  | Н | П  | Шайби   | О. |
| --- | ------------------------ | -- | -- | - | -- | ------- | -- |
| 6.  | «Металургс» (Лієпая)     | 24 | 20 | 1 | 3  | 166:057 | 41 |
| 7.  | «Крижинка» (Київ)        | 24 | 16 | 2 | 6  | 100:080 | 34 |
| 8.  | Сокіл ІІ (Київ)          | 24 | 15 | 0 | 9  | 114:068 | 30 |
| 9.  | «Юність» (Мінськ)        | 24 | 10 | 4 | 10 | 113:105 | 24 |
| 10. | «Енергія» (Електренай)   | 24 | 8  | 3 | 13 | 107:110 | 19 |
| 11. | «Німан» II (Гродно)      | 24 | 8  | 2 | 14 | 100:141 | 18 |
| 12. | Хімік-ШВСМ (Новополоцьк) | 24 | 1  | 0 | 23 | 57:196  | 2  |

## Плей-оф
Чвертьфінали
- Беркут-ППО (Київ) —  «Тівалі» (Мінськ) 2:0
- «Металургс» (Лієпая) —  «Полімір» 2:1

Півфінали
- «Сокіл» (Київ) —  Беркут-ППО (Київ) 3:1
- «Німан» (Гродно) — «Металургс» (Лієпая) 3:2

Фінал
- «Сокіл» (Київ) —  «Німан» (Гродно) 3:0

## Нагороди
Найкращі гравці
- Найкращий воротар: Костянтин Алексєєв («Німан»)
- Найкращий захисник: Михайло Богданов («Металургс»)
- Найкращий нападник: Олег Синьков («Сокіл»)

Команда усіх зірок
- Воротар: Костянтин Алексєєв («Німан»)
- Захисники: Михайло Богданов («Металургс»), Андрій Савченко («Сокіл»)
- Нападники: Олег Синьков («Сокіл»), Данило Дідковський («Сокіл»), Олександр Зіневич («Сокіл»)

## Кубок СЄХЛ
Проходив 10 - 31 березня 1999.
1/4 фіналу
- Беркут-ППО (Київ) - «Тівалі» (Мінськ) - 6:3, 6:1
- «Металургс» (Лієпая) - «Полімір» - 4:1, 3:6, 6:0

Півфінали
- «Сокіл» (Київ) - Беркут-ППО (Київ) - 2:3 (бул.), 4:2, 4:1, 3:1
- «Німан» (Гродно) - «Металургс» (Лієпая) - 1:5, 2:3, 2:1 (бул.), 5:1, 2:0

Фінал
- «Сокіл» (Київ) - «Металургс» (Лієпая) - 3:2, 5:1, 4:1